# 卡魯姆湖
14°1′N 40°25′E / 14.017°N 40.417°E

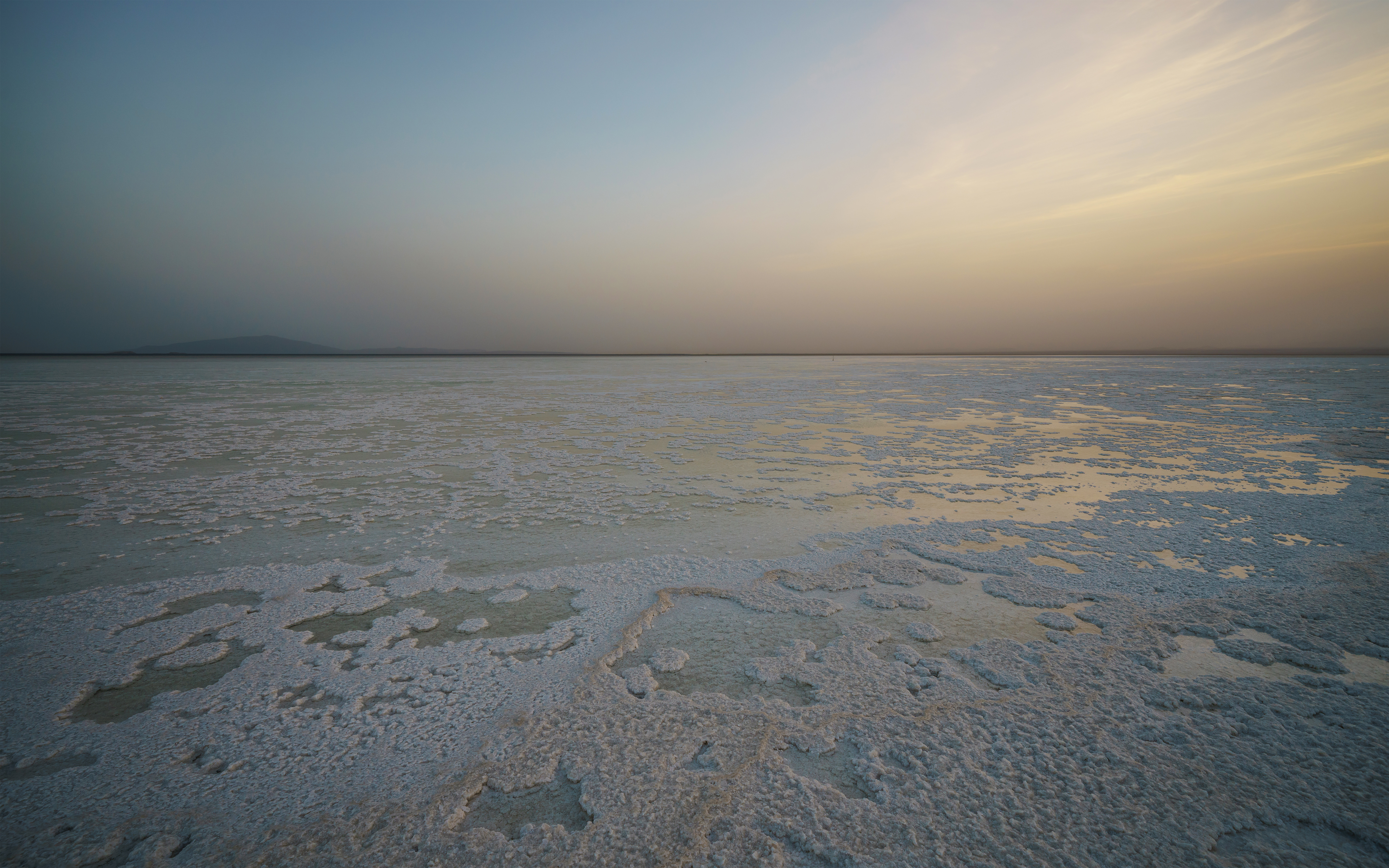

卡魯姆湖（Karum），是埃塞俄比亞的湖泊，位於該國北部，由阿法爾州負責管轄，長18公里、寬5公里，面積50平方公里，海拔高度116米，該湖有3座島嶼。